# 海島市
海島市（葡萄牙語：Concelho das Ilhas），又稱海島市政區，是昔日葡屬澳門所設的兩個市之一。

## 歷史
1851年及1864年，葡萄牙先後佔領氹仔及路環，當時是由管理澳門半島的澳門市一併管轄。1878年開始，澳門政府在氹仔成立海島市，設立市政委員會，市政大樓於1921年以新古典主義風格建造，於1992年被列為歷史古蹟，現為路環氹仔歷史博物館。但直到1928年，氹仔島和路環島都在軍管之下。1963年，市政委員會改制為海島市政廳。1968年，兩個島嶼由人工地峽相連。
從1988年起，成立海島市政議會作為市政機構，市政議會由九名代表組成。九名代表中，三名由市民直接選舉產生，另外三名通過間接選舉產生，其餘三名代表由總督提名確定。作為執行機構的主席，市政議會主席擔任的職務類似於市長。從1986年到1989年，勞爾·萊安德羅·多斯桑托斯（李安道）擔任市議會主席。1989年至1993年，費爾南多·羅薩·杜克（陸能度）繼任，李安道於1993年至1997年再次上任。市議會的最後一任主席是1997年至2001年底的若阿金·馬德拉·德·卡瓦略（馬家傑）。
1999年12月20日澳門主權移交中華人民共和國之後，廢除市級行政區劃，與澳門市合併組成澳門特別行政區。1999年後，海島市政廳易名為臨時海島市政局，市議會繼續存在為臨時市議會，2002年1月1日二者停止運作，職能由澳門立法會和民政總署所取代。

## 地理
海島市範圍包括氹仔島及路環島，而當時路氹城尚未填海出來，仍是水域。海島市與嘉模堂區和聖方濟各堂區的轄區相一致。然而堂區一直是純粹的統計性質，並且至今仍作為用於人口普查和調查的分區存在。

## 人口
在1990年代，海島市的人口猛增，澳門機場於1995年建成後的幾年裡，大量新的裝配式建築住宅區開始建設以滿足澳門半島已無法滿足的住房需求。

## 姊妹城市
- 葡萄牙科英布拉